# Inmigración báltica en Argentina
La emigración báltica o de los países bálticos (es decir, aquella proveniente de Estonia, Letonia y Lituania) hacia Argentina llevó, por motivos políticos y religiosos mayormente, a miles de personas, en su mayoría lituanos. Una parte de este inmigración incluía a alemanes del Báltico, rusos y judíos.
Tras las Guerras Bóeres, miles de estonios y letones se radicaron en la Patagonia argentina, en el norte de la provincia de Santa Cruz y en el sur de la provincia de Chubut. Algunos también llegaron a Chile, aunque muchos volvieron emigrar hacia otros países como Brasil, Estados Unidos y Canadá. Muchos de los letones que emigraron a Brasil, previo paso por Argentina, fundaron su propia colonia en Ijuí. La mayoría de los bálticos y sus descendientes viven en Buenos Aires, Gran Buenos Aires, Gran La Plata, Hurlingham, San Miguel, partido de General San Martín, Vicente López y Rosario. 
Importaron, al igual que los escandinavos, alemanes (y alemanes del Volga), rusos, checos, eslovacos, eslovenos y húngaros (entre otros), la religiosidad luterana. Los letones tienen su congregación luterana en la ciudad de Hurlingham (llamada 'La Resurrección' la cual acogió a los letones llegados tras la Segunda Guerra Mundial) y los estonios tienen su congregación luterana (llamada 'La Reforma') en Olivos.
Las asociaciones étnicas bálticas aún funcionan en la actualidad, sobre todo la lituana. La colectividad lituana de Berisso (Capital Provincial del Inmigrante) participa cada año de la Fiesta Provincial del Inmigrante (donde participan otras colectividades de la ciudad como la albanesa, la búlgara, la irlandesa, la griega, la polaca, la italiana, entre otras).
En Argentina se encuentra la cuarta comunidad de báltico-descendientes en el continente americano (tras las comunidades de Canadá y Estados Unidos).